# لوک گرینفیلد
لوک گرینفیلد (انگلیسی: Luke Greenfield؛ زادهٔ ۵ فوریهٔ ۱۹۷۲) کارگردان اهل ایالات متحده آمریکا است. وی از سال ۱۹۹۹ میلادی تاکنون مشغول فعالیت بوده است. او بیشتر برای کارگردانی فیلم دختر همسایه محصول سال ۲۰۰۴ شناخته شده است.